# Sanmenxia
Sanmenxia (en chino, 三门峡; pinyin, Sānmén·Xiá; transcripción antigua, Sanmen·hsia) es una ciudad-prefectura en la provincia de Henan, en la República Popular China. Está en los límites de Shanxi al norte, Nanyangal sur, Luoyang al este, y la provincia de Shaanxi al oeste . La ciudad se encuentra en el lado sur del río Amarillo en el punto donde el río corta la meseta de Shanxi en su paso por la Llanura del Norte de China.
Su área es de 9935 km² y su población total para 2020 superó los 2 millones de habitantes. 

## Administración
Desde el 16 de febrero de 2016, la ciudad prefectura de Sanmenxia se divide en 6 localidades que se administran en 2 distritos urbanos, 2 ciudades suburbanas y 2 condados rurales.
- Distrito Hubin
- Distrito Shanzhou
- Ciudad Lingbao
- Ciudad Yima
- Condado Lushi
- Condado Mianchi

## Toponimia
El topónimo Sanmenxia se compone de los sinogramas Sanmen (tres puertas) y Xia (garganta). Se llama así porque dos islas dividen el río Amarillo en tres partes.
Según la tradición, Yu el Grande usó un hacha para dividir la montaña en tres secciones para desviar las aguas, creando tres pasos estrechos que parecían "puertas". Los tres pasos recibieron entonces el nombre de "Puerta del Hombre" (人门), "Puerta de los Dioses" (神门) y "Puerta de los Demonios" (鬼门).
Sin embargo, con la construcción de la presa de Sanmenxiá, en la década de 1960, los pasos antiguos fueron destruidos.

## Clima
Sanmenxia tiene un clima continental predominantemente seco, con influencia monzónica, con cuatro estaciones. Los inviernos son moderadamente fríos y muy secos, mientras que los veranos son calurosos y húmedos. La temperatura media diaria mensual oscila entre -0,3 °C en enero y 26,4 °C en julio, con una media anual de 13,9 °C. Más de la mitad de la precipitación anual se concentra entre julio y septiembre. Hay entre 184 y 218 días sin heladas al año.
| Parámetros climáticos promedio de Sanmenxia (1991–2020 normal, extremas 1971–2010) | Parámetros climáticos promedio de Sanmenxia (1991–2020 normal, extremas 1971–2010) | Parámetros climáticos promedio de Sanmenxia (1991–2020 normal, extremas 1971–2010) | Parámetros climáticos promedio de Sanmenxia (1991–2020 normal, extremas 1971–2010) | Parámetros climáticos promedio de Sanmenxia (1991–2020 normal, extremas 1971–2010) | Parámetros climáticos promedio de Sanmenxia (1991–2020 normal, extremas 1971–2010) | Parámetros climáticos promedio de Sanmenxia (1991–2020 normal, extremas 1971–2010) | Parámetros climáticos promedio de Sanmenxia (1991–2020 normal, extremas 1971–2010) | Parámetros climáticos promedio de Sanmenxia (1991–2020 normal, extremas 1971–2010) | Parámetros climáticos promedio de Sanmenxia (1991–2020 normal, extremas 1971–2010) | Parámetros climáticos promedio de Sanmenxia (1991–2020 normal, extremas 1971–2010) | Parámetros climáticos promedio de Sanmenxia (1991–2020 normal, extremas 1971–2010) | Parámetros climáticos promedio de Sanmenxia (1991–2020 normal, extremas 1971–2010) | Parámetros climáticos promedio de Sanmenxia (1991–2020 normal, extremas 1971–2010) |
| Mes                                                                                | Ene.                                                                               | Feb.                                                                               | Mar.                                                                               | Abr.                                                                               | May.                                                                               | Jun.                                                                               | Jul.                                                                               | Ago.                                                                               | Sep.                                                                               | Oct.                                                                               | Nov.                                                                               | Dic.                                                                               | Anual                                                                              |
| ---------------------------------------------------------------------------------- | ---------------------------------------------------------------------------------- | ---------------------------------------------------------------------------------- | ---------------------------------------------------------------------------------- | ---------------------------------------------------------------------------------- | ---------------------------------------------------------------------------------- | ---------------------------------------------------------------------------------- | ---------------------------------------------------------------------------------- | ---------------------------------------------------------------------------------- | ---------------------------------------------------------------------------------- | ---------------------------------------------------------------------------------- | ---------------------------------------------------------------------------------- | ---------------------------------------------------------------------------------- | ---------------------------------------------------------------------------------- |
| Temp. máx. abs. (°C)                                                               | 15.6                                                                               | 23.3                                                                               | 29.7                                                                               | 36.7                                                                               | 39.8                                                                               | 41.4                                                                               | 41.6                                                                               | 39.6                                                                               | 39.2                                                                               | 33.3                                                                               | 26.3                                                                               | 18.4                                                                               | '                                                                                  |
| Temp. máx. media (°C)                                                              | 5.2                                                                                | 9.4                                                                                | 15.6                                                                               | 22.6                                                                               | 27.4                                                                               | 31.5                                                                               | 32.4                                                                               | 30.7                                                                               | 25.8                                                                               | 20.3                                                                               | 12.9                                                                               | 6.6                                                                                | 20                                                                                 |
| Temp. media (°C)                                                                   | 0.1                                                                                | 3.8                                                                                | 9.5                                                                                | 16.1                                                                               | 21.1                                                                               | 25.4                                                                               | 27.0                                                                               | 25.5                                                                               | 20.5                                                                               | 14.6                                                                               | 7.5                                                                                | 1.6                                                                                | 14.4                                                                               |
| Temp. mín. media (°C)                                                              | -3.7                                                                               | -0.3                                                                               | 4.8                                                                                | 10.8                                                                               | 15.6                                                                               | 20.1                                                                               | 22.9                                                                               | 21.6                                                                               | 16.6                                                                               | 10.4                                                                               | 3.6                                                                                | -2.0                                                                               | 10                                                                                 |
| Temp. mín. abs. (°C)                                                               | -12.5                                                                              | -10.9                                                                              | -6.2                                                                               | -0.4                                                                               | 4.7                                                                                | 12.4                                                                               | 15.8                                                                               | 12.8                                                                               | 6.5                                                                                | -2.1                                                                               | -8.0                                                                               | -12.8                                                                              | '                                                                                  |
| Precipitación total (mm)                                                           | 3.8                                                                                | 8.6                                                                                | 17.4                                                                               | 36.6                                                                               | 57.8                                                                               | 63.5                                                                               | 105.0                                                                              | 79.2                                                                               | 89.7                                                                               | 49.4                                                                               | 24.3                                                                               | 3.7                                                                                | 539                                                                                |
| Días de precipitaciones (≥ 0.1 mm)                                                 | 3.2                                                                                | 3.6                                                                                | 5.3                                                                                | 6.5                                                                                | 8.1                                                                                | 8.1                                                                                | 9.8                                                                                | 9.3                                                                                | 9.9                                                                                | 7.7                                                                                | 5.7                                                                                | 2.7                                                                                | 79.9                                                                               |
| Días de nevadas (≥ 1 mm)                                                           | 4.4                                                                                | 3.9                                                                                | 1.5                                                                                | 0.2                                                                                | 0                                                                                  | 0                                                                                  | 0                                                                                  | 0                                                                                  | 0                                                                                  | 0                                                                                  | 1.7                                                                                | 3.1                                                                                | 14.8                                                                               |
| Horas de sol                                                                       | 143.3                                                                              | 136.5                                                                              | 170.1                                                                              | 202.5                                                                              | 220.5                                                                              | 216.2                                                                              | 208.5                                                                              | 190.0                                                                              | 147.5                                                                              | 148.6                                                                              | 140.3                                                                              | 145.5                                                                              | 2069.5                                                                             |
| Humedad relativa (%)                                                               | 53                                                                                 | 53                                                                                 | 52                                                                                 | 54                                                                                 | 56                                                                                 | 59                                                                                 | 70                                                                                 | 72                                                                                 | 72                                                                                 | 69                                                                                 | 64                                                                                 | 55                                                                                 | 60.8                                                                               |
| Fuente n.º 1: Administración Meteorológica de China                                |                                                                                    |                                                                                    |                                                                                    |                                                                                    |                                                                                    |                                                                                    |                                                                                    |                                                                                    |                                                                                    |                                                                                    |                                                                                    |                                                                                    |                                                                                    |
| Fuente n.º 2: Weather China                                                        |                                                                                    |                                                                                    |                                                                                    |                                                                                    |                                                                                    |                                                                                    |                                                                                    |                                                                                    |                                                                                    |                                                                                    |                                                                                    |                                                                                    |                                                                                    |